# Purpurarien-Skink

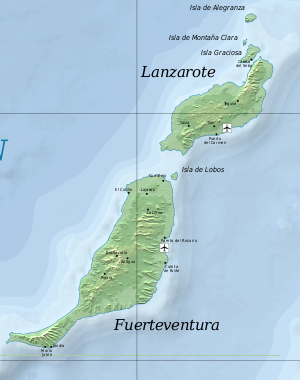
Fuerteventura und Lanzarote, dazwischen Lobos

Der Purpurarien-Skink (Chalcides simonyi), auch Ostkanarienskink genannt, ist eine Echsenart aus der Familie der Skinke. Benannt wurde die Art nach Oscar Simony, welcher im Jahre 1890 als erster Exemplare der Art gesammelt hat, sowie nach einer früheren Bezeichnung für die östlichen kanarischen Inseln (Purpurarien).

## Merkmale
Der Purpurarien-Skink erreicht eine Gesamtlänge von 30 Zentimeter und ist damit die größte Skinkart der Kanaren. Die Grundfarbe der Oberseite ist meist dunkelbraun. Helle, beigefarbene und in Reihen angeordnete Punkte sind zahlreich auf den Körperseiten, dem Rücken und dem Schwanz zu finden. Der Rand der Schuppen ist dunkel, wodurch die Tiere netzartig und nicht gestreift gezeichnet wirken. Der Querschnitt des walzenförmigen und plumben Körpers ist oval. Der lange Schwanz hat einen runden Querschnitt. Er ist geringfügig kürzer als die Kopf-Rumpf-Länge. Der deutlich vom Rumpf abgesetzte Kopf ist kurz, breit und hat einen dreieckigen Umriss. Die Beine sind relativ kräftig und stärker entwickelt als bei anderen auf den Kanaren vorkommenden Arten der Gattung Chalcides. Die Füße besitzen jeweils 5 Zehen. Das Trommelfell ist rundlich und gut zu erkennen.
Färbung und Zeichnung der Jungtiere entspricht weitgehend der der Erwachsenen.

## Vorkommen

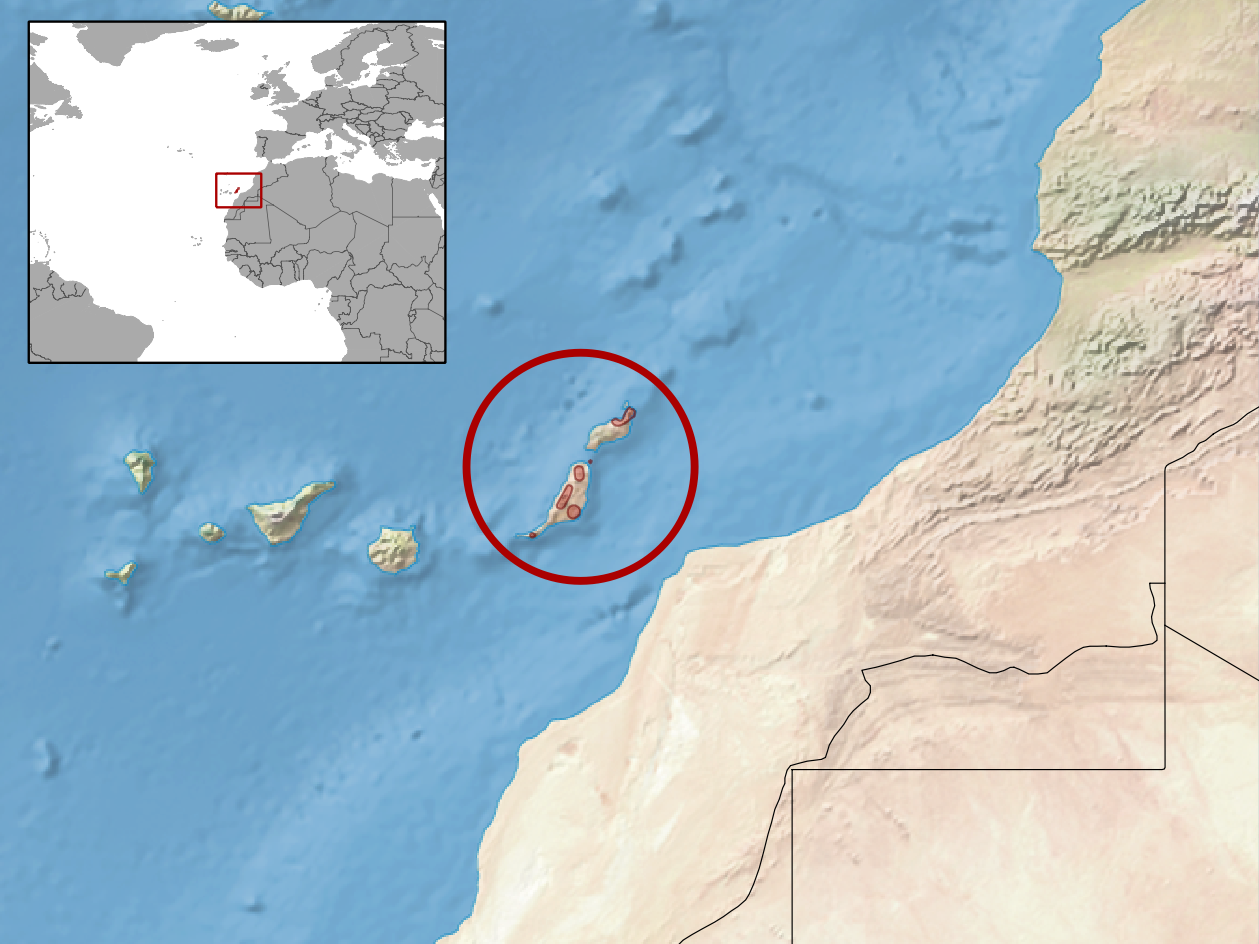
Verbreitungsgebiet

Die Art ist hauptsächlich im nördlichen und zentralen Teil der Kanaren-Insel Fuerteventura anzutreffen. Weiters kommt sie auf dem kleinen Eiland Lobos vor und wurde auch im Süden von Fuerteventura sowie im Norden von Lanzarote nachgewiesen. Sie kommt von Meereshöhe bis in Höhenlagen von 450 Meter NN vor. Sie bevorzugt feuchtere Lebensräume wie den Grund von Schluchten (Barrancos), aber auch bewässertes Kulturland, Gärten, Landgüter und ähnliches.

## Lebensweise
Den Winter über hält der Purpurarien-Skink mehrere Monate lang Winterruhe. Die Tiere werden in einem Zeitraum von Februar bis März wieder aktiv, zu diesem Zeitpunkt beginnt auch die mehrere Wochen andauernde Fortpflanzungszeit.
Zu Paarung und Geburt sind bislang nur Daten aus Terrarienhaltung verfügbar. Bei der Kopulation beißt sich das Männchen an einer Seite des Halses des Weibchens fest. Die Kopulation selbst dauert nur wenige Sekunden. Allerdings findet eine häufige Wiederholung, auch mehrfach an einem Tag, statt. Von April bis Mai bringen die Weibchen vier oder fünf Junge innerhalb von ungefähr zwei Stunden zur Welt. Es sind pro Jahr zwei Würfe möglich.
Die Art ernährt sich von Ameisen, Larven von Käfern, kleinen Schnecken und Regenwürmern, außerdem frisst sie die Früchte von Opuntien und die auf Opuntien lebende Cochenilleschildlaus (Dactylopius coccus). Fressfeinde sind Schleiereulen (Tyto alba) und Kanarenspitzmäuse (Crocidura canariensis).

## Systematik
Es werden keine Unterarten des Purpurarien-Skinks unterschieden.

## Belege
- Dieter Glandt: Taschenlexikon der Amphibien und Reptilien Europas. Quelle & Meyer Verlag, Wiebelsheim 2010, ISBN 978-3-494-01470-8, S. 260–262.